# Jacques d'Ableiges

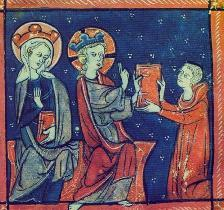
Philippe de Beaumanoir remet symboliquement son ouvrage achevé au Christ et à la Vierge.

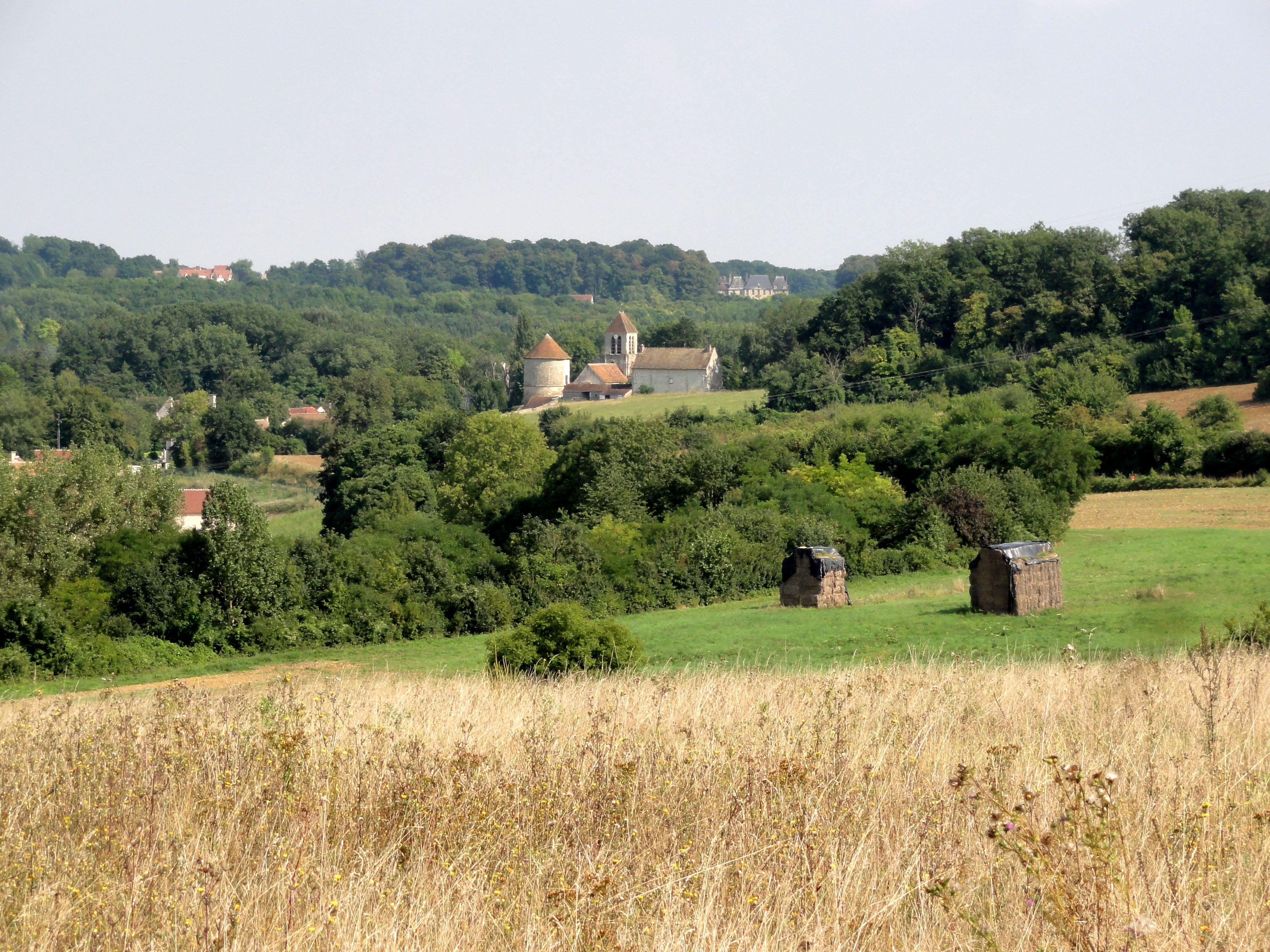
Ableiges, village où il est probablement né.

Blason de la ville d'Ableiges.

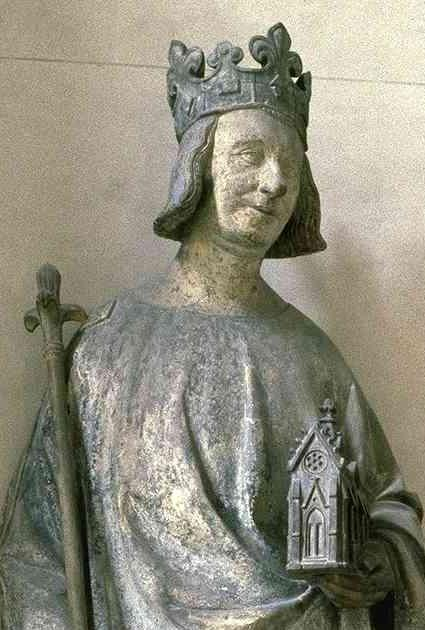
Roi de France Charles V (statue conservée au Musée du Louvre).

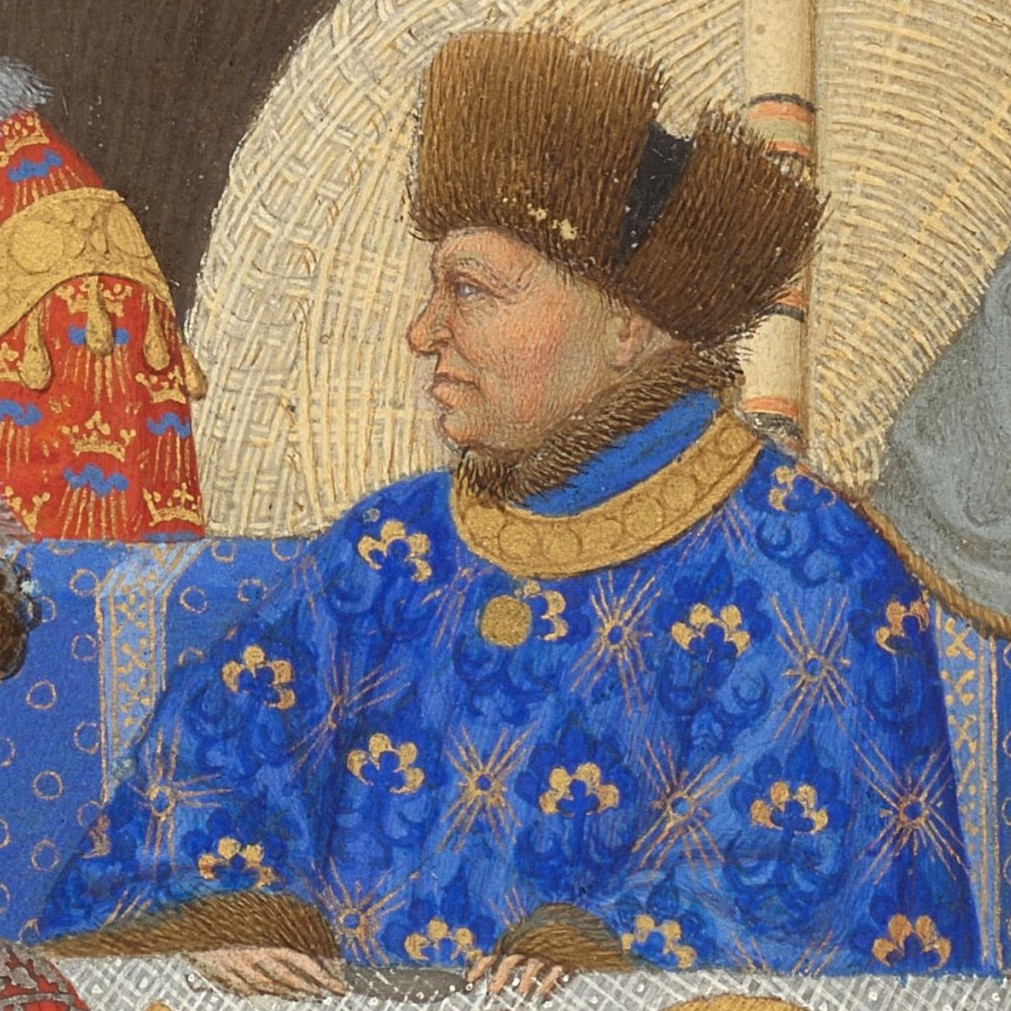
Jean Ier de Berry, troisième fils du roi de France, Jean II dit le Bon. Détail d'une miniature des Très Riches Heures du duc de Berry.

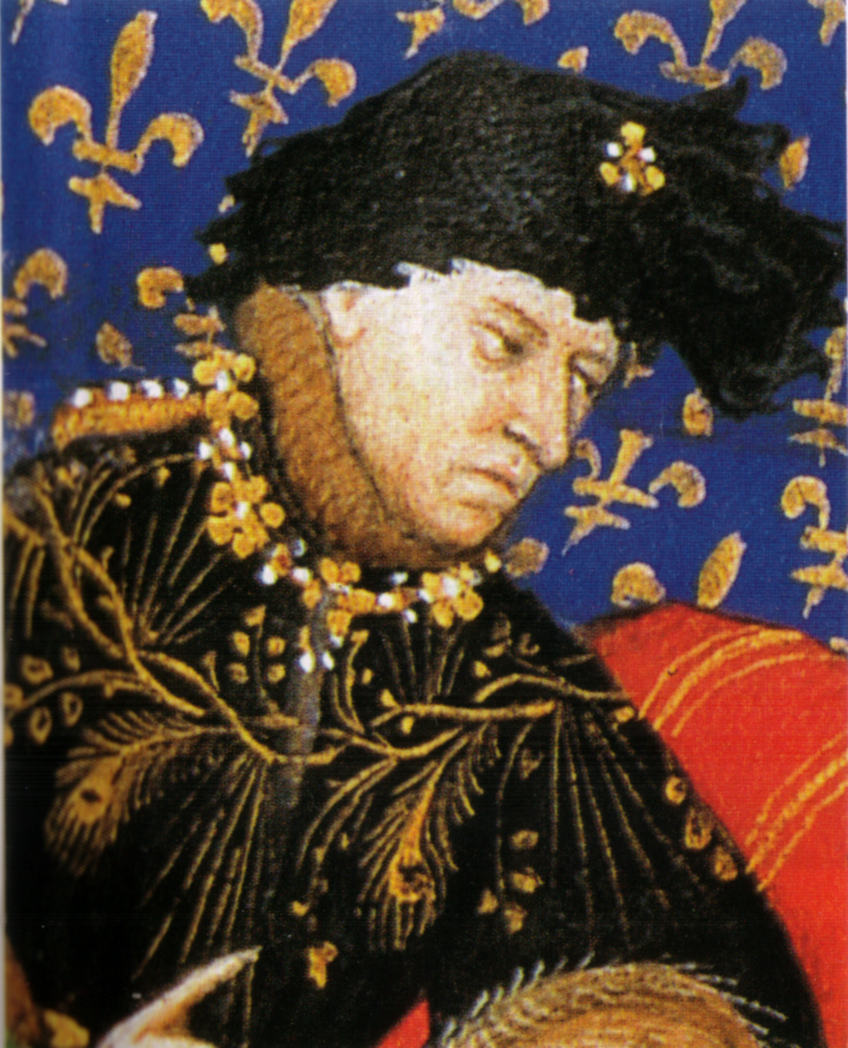
Roi de France Charles VI. Le Grand Coutumier de France, a aussi eu pour titre celui de « Coutumier de Charles VI ». Détail d'une miniature des Dialogues de Pierre Salmon, Bibliothèque de Genève.

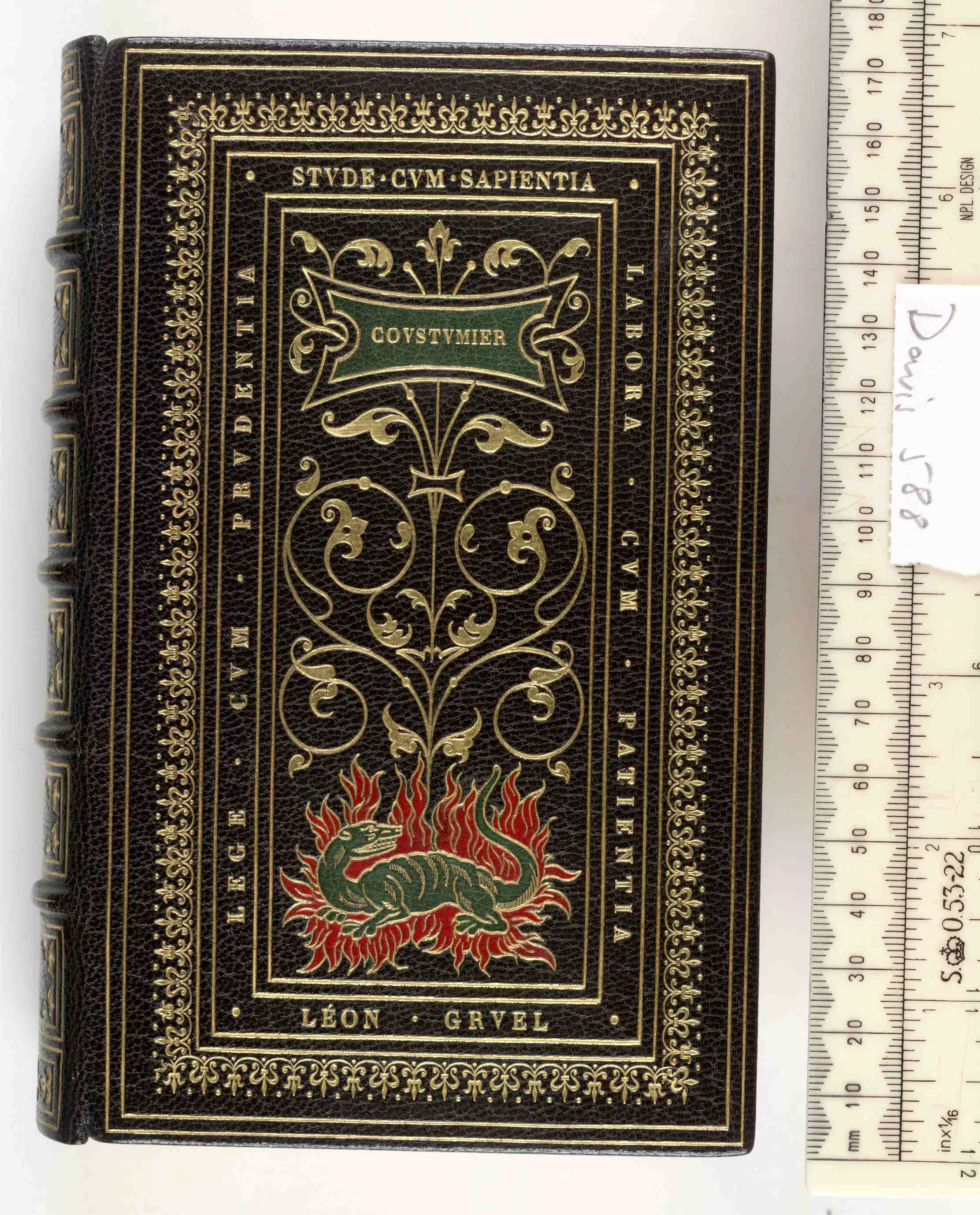
Édition de 1539 du Grand Coutumier de la British Library, avec une reliure de Léon Gruel (1840-1923).

Jacques d'Ableiges (1350?-1402), est un jurisconsulte français.
Son nom « appartient désormais à l'histoire littéraire de la France », selon Léopold Delisle, administrateur de la Bibliothèque Nationale, en 1880,.
À l'image de Philippe de Beaumanoir (1250-1296) et de ses Coutumes de Clermont-en-Beauvaisis (1283), il est surtout connu pour son Grand Coutumier de France écrit entre 1385 et 1389.

## Biographie
Malgré des renseignements fragmentaires, certaines informations ont pu être conservées.

### Lieu de naissance supposé: Ableiges
En 1914, selon M.L. Polain, il « est vraisemblablement né dans le second quart du XIVe siècle au village d'Ableiges » (p. 412). Ce dernier se situe dans la vallée de la Viosne, petite rivière du Vexin français, formant les Marais d'Ableiges. Pour autant, si M. Petot pense aussi qu'il y est « sans doute originaire », il appelle à la prudence en 1968, car « rien ne prouve qu'il y soit né » (p. 3).

### Dates denaissanceet dedécèsincertaines
En 1916, selon Félix Aubert (1859-1943), il « naquit dans le second quart du XIVe siècle et mourut à la fin de l'année 1410 ou dans les premiers mois de 1411 » (p. 226-227).
Aujourd'hui, si la date de naissance de 1350 reste incertaine, la date de décès de 1402 fait consensus,,.

### Origine seigneuriale
D'après le sceau, dont Jacques d'Ableiges avait l'habitude de se servir, il est issu d'une « ancienne famille dont les armes portaient une hure de sanglier, au chef chargé de 3 merlettes. Supports : deux lions, et en cimier une hure de sanglier » selon l'avocat Albert Allard,.
Son père, aussi appelé Jacques d'Ableiges, était un des seize examinateurs du prévôt de Paris, au Châtelet. Pour M. Petot, il est « probable » que le fils ait « succédé à son père dans cet office [...] » (p. 6).

### Famille: une femme et un enfant
À l'appui de paiements du 28 juillet 1380 - pour du vin offert à la baillive (« femme du bailli ») - M.L-Polain déduit que Jacques d'Ableiges est marié au moins depuis 1380 (p. 415).
D'après un document du su des Extraits des Registres d'audience du Châtelet (msc Clairambault, 763, p. 37, Nibl. nat.), son épouse Françoise de Bray est morte avant 1411. Avec elle, et après le Grand Coutumier, il a un fils appelé comme lui Jacques, qui fut émancipé le 27 août 1411.

### Affaire de cœur, proche d'être meurtrière
Le 20 septembre 1376, il fait la cour à la femme de son ami Nicolas Odde, ancien trésorier des guerres, sergent d'armes du roi. Cette galanterie - « trop pressante, brutale même, sans aucun succès d'ailleurs » selon Félix Aubert (p. 227) - « faillit lui coûter la vie »,. Pierre Petot raconte : « une nuit, pendant l'absence du mari, il alla jusqu'à enfoncer la porte du logis, qu'on refusait de lui ouvrir » (p. 7).
Le 29 mai 1377, l'ami outragé, et lui, se rencontrent à Paris, rue Pierre-au-Lard,. Après lui avoir reproché sa conduite, il lui donne un coup de couteau en pleine poitrine,, qui lui laisse une blessure sérieuse. Si cette affaire marque un frein à son début de carrière, M. Odde obtient, dès le 9 ou 19 juin, des lettres de rémission du roi Charles V,,. À la différence des autres sources, M.L-Polain confirme cet événement ; mais date la lettre de rémission au 11 juin - et surtout - l'accorde à « Jacques Lempereur », et non à Nicolas Odde.
Simple « peccadille de jeunesse » pour M. Petot (p.7), ces événements ne sont pas étrangers à la dédicace de Jacques d'Ableiges à ses quatre neveux dans la préface de son Grand Coutumier,. Il les exhorte à imiter la conduite de leur grand-père « refridée et meurée », plutôt que la sienne, ou celle de leur oncle, qu'il juge « si enfancibles et si volages »,. Il leur rappelle même l'adage selon lequel « les passions volages renversent l'esprit même éloigné du mal » (p. 29).

## Carrière
Dans sa préface du Grand Coutumier de France, il prétend qu'il a, comme son frère, « servi de grands seigneurs, et des plus grand [sic] du royaume de France auprès du roi »,,. Cela n’empêchera pas sa carrière d'être « passablement agitée » pour Pierre Petot (p. 5). Elle peut malgré tout se résumer en trois temps. 
Dans un premier temps, il est magistrat pour le compte de seigneurs du roi de France entre 1371 et 1380. Mais cela ne l’empêche pas d'être aussi examinateur au Châtelet (1375), puis avocat à Orléans (1377).
Dans un deuxième temps, ses qualités de juristes, le font accéder à l'administration royale. Il y sera tour à tour, bailli de Chartres (1380),, puis de Saint Denis (1380/1),, et enfin, d'Evreux, de Breteuil et de Conches (1385-1388),.
Dans un troisième et dernier temps, il abandonne l'administration royale, ; pour retrouver la ville de Chartres, non plus comme bailli, mais comme maire du Chapitre (1389),. Il y ajoute une activité d'avocat, au Châtelet (1391),, comme à Tournai (1391-1392),.

### 1371-1380: magistrat de cour seigneuriale, examinateur, et avocat
Dès 1371, il commence par être secrétaire du duc de Berry, Jean Ier de Berry, frère du roi de France Charles V. Il partage cette charge avec d'autres officiers. Outre l'honneur de cette première fonction, il confie avoir gagné de « grans prouffis ». Avant de devenir avocat à Orléans en 1377, il est examinateur au Châtelet en 1375. En 1378, il aurait joué le rôle de conseiller du comte de Blois, Jean II de Blois-Châtillon, selon Paul Guilhiermoz (p. 665).

### 1380-1389: bailli royal

#### 1380-1384: bailli de Chartres, puis de Saint-Denis
En premier lieu, en juin 1380, il succède à Jean Noël à la fonction de bailli royal de Chartres,. Mais, 6 mois seulement après, Jean Richète le remplace en décembre 1380. Les motifs de cette « prompte disgrâce » selon M. Petot sont inconnus. Cependant, il suggère qu'elle peut-être simplement un effet collatéral de la mort du roi de France Charles V, le 16 septembre 1380.
En deuxième lieu, dès la fin de la même année ou au début de 1381, il remplace Jean Saince en qualité de bailli de l'abbaye de Saint-Denis. À noter que le village d'Ableiges était une paroisse qui relevait du patronage de l'abbaye de Saint-Denis,. Mais, Guy de Monceau, abbé de Saint-Denis, le dépose de sa charge de bailli à la fin de 1384 ou en début de 1385,.
En même temps, en 1383 et 1384, il a pu aussi être bailli de la reine Blanche, selon Paul Guilhiermoz (p. 665).

#### 1385-1388: bailli d'Evreux, de Breteuil et de Conches
En troisième lieu, de 1385 à 1388, il est bailli d'Evreux, de Breteuil et de Conches,. Si la date précise de sa nomination comme bailli d'Evreux n'est pas connue, elle est estimée antérieure à la fin juillet 1385. Fin février 1389, il n'est plus bailli d'Evreux. Après avoir remplacé Jean Bauffes dans cet office, c'est Guillaume Mauternes qui lui succédera,.
En 1387 ou 1388, les généraux réformateurs le désignent, avec Adam Le Vasseur, pour mener l'enquête sur les abus et les excès du bailli et des officiers royaux de Tournai. Selon MM. Aubert et Polain, dans cette mission, il ne brille pas par son honnêteté. Malgré les « moult chargiez par les dittes informations et dignes de grans punicions crimineles », il fait disparaître des pièces de son enquête, pour éviter de compromettre des accusés,. Parmi eux se trouve Jean Boutillier, célèbre auteur de la Somme rurale,,.
En 1389, il doit abandonner l'administration royale,. Comme MM. Delisle et Polain, il est permis de penser que la prévarication précédente y soit à l'origine. « Son manque de scrupules pourrait bien expliquer ces retraits d'emploi » pour Félix Aubert.

### 1389-1394: maire et avocat

#### 1389, maire de Chartres, puis 1391, avocat au Châtelet
Le 7 juillet 1389, il revient à Chartres, et est élu maire général et principal du Chapitre,. Son serment est prêté devant Jean Acarie ,. En 1391, il se retrouve avocat au Châtelet,, sans pour autant avoir été après avocat au Parlement.

#### 1391-1394: avocat, puis conseiller à Paris, de la commune de Tournai
Du 2 août 1391 au 15 décembre 1392,, il sera avocat (conseiller) pensionnaire de la commune de Tournai. Si la durée de son engagement était prévue initialement pour trois ans, son refus d'accepter la diminution du traitement des officiers de la ville, le fit renoncer à sa fonction, après une transaction du 15 décembre 1392. Les termes de cette convention témoignent de son « âpreté en matière d'argent », selon M.-Louis Polain (p. 415). Toutefois, la ville de Tournai le conserve parmi ses conseillers à Paris, pour le reste de son engagement primitif, jusqu'au 2 avril 1394.

## LeGrand Coutumier de France, œuvre maîtresse
Il est célèbre pour avoir rédigé et publié entre 1385 et 1389, sous le règne de Charles VI, le Grand Coutumier de France. Selon sa notice imprimée à la BNF, il s'agit d'une « compilation d'ordonnances, de traités et d'autres pièces concernant le droit français ». 
Le titre donné par son premier éditeur (Galliot Dupré, 1514) est le suivant : « Le Grand Coutumier de France. et instruction de pratique, et manière de procéder et practiquer ès souveraines cours de Parlement, prévosté et viconté de Paris et autres jurisdictions du royaulme de France, nouvellement veu, corrigé, adapté le droit, la coutume, et ordonnances royaulx et plusieurs arrests de la cour de Parlement selon les matières et cas occurens, avec l'extraict de stille de la cour et manière de faire les assignations et appointements en chastellet et aultres jurisdictions de ce royaulme ». 
Plus simplement, quelques historiens lui préfèrent le nom de « (Grand) Coutumier de Charles VI », depuis le XVIIIe siècle. Au XVe siècle, il a aussi pour titre celui de « Style du Châtelet »,, qui est le nom de deux de ces manuscrits. Il faut dire que c'est « avant tout une compilation de droit parisien », selon Paul Guilhiermoz (p. 664).
Malgré ces appellations, le Grand Coutumier n'aura jamais eu de caractère officiel,. Avant son succès, il était destiné « à l'usage familial » rappelle l'auteur dans sa préface. D'ailleurs, dans cette dernière, Jacques d'Ableiges n'hésitera pas à l'appeler sa « petite compilation », ou son « livret [...] aconqueilly d'autre part, et acquesté sur aultry sens »,.